# 中央高地式氣候

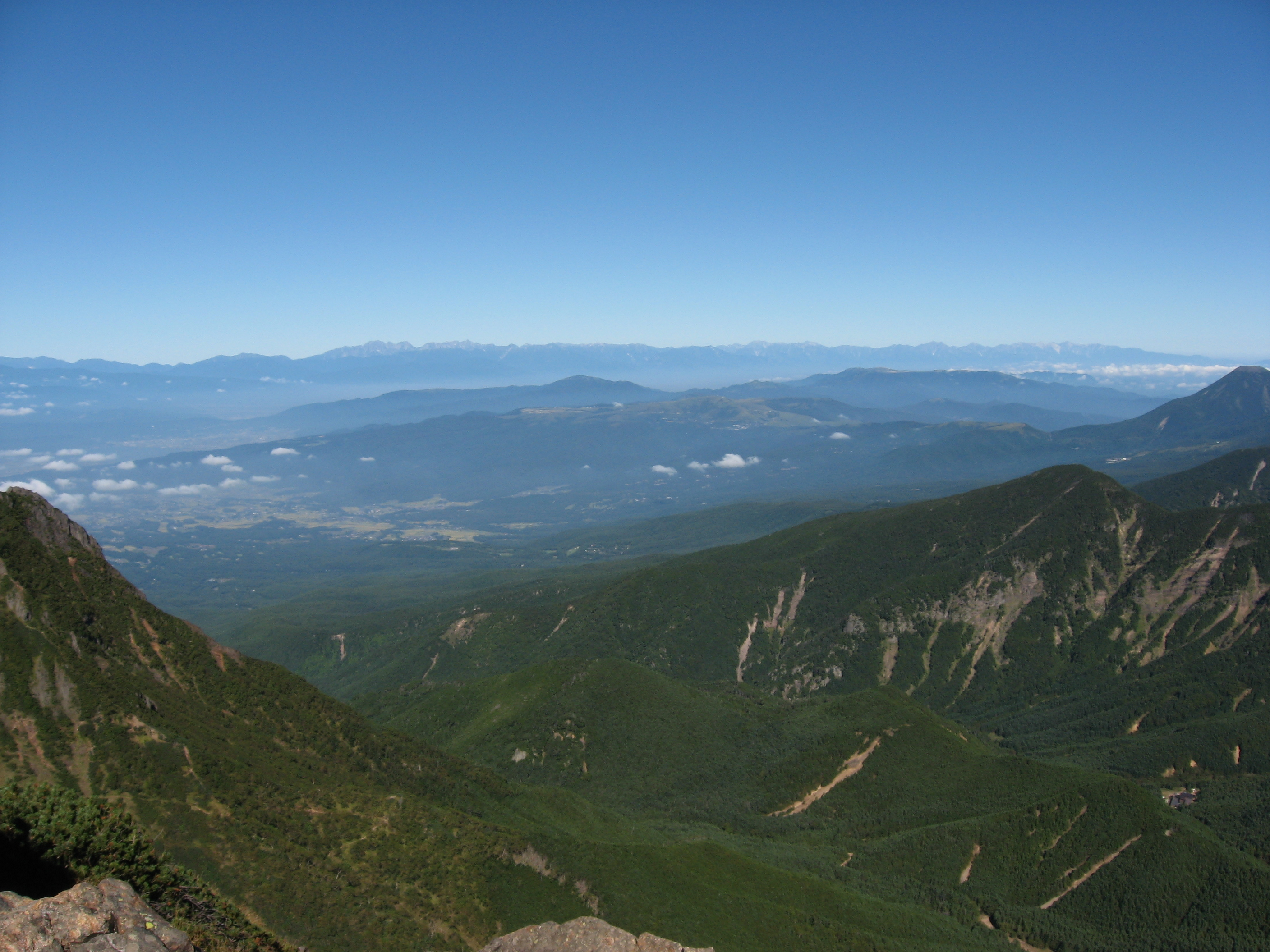
眺望本州中部山岳地帶

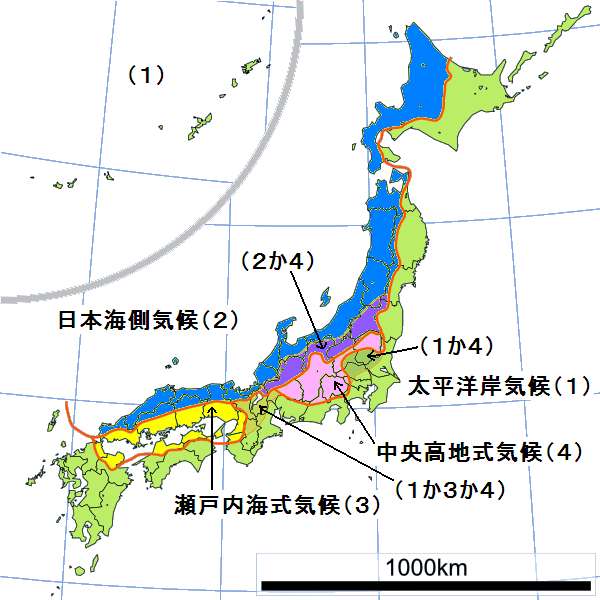
中央高地式氣候區域（粉紅色）

中央高地式氣候（日语：／）是日本的氣候分類之一，屬於太平洋側氣候東日本型的一種，又稱中央高原型（ちゅうおうこうげんがた）、中央高地氣候（ちゅうおうこうちきこう）、中央高地型氣候。
名稱取自於中部地方的中央高地。

## 特徵
指周围被高海拔山地包围的盆地气候，是典型的内陆性气候，冬寒夏凉。冬季与夏季及昼夜之间温差很大，降雨量少。主要受以下原因影响：夏天来自太平洋的温暖潮湿的东南风和冬天来自大陆经日本海吹来的冰冷潮湿的西北风，而风受到周围海拔较高的山地阻挡。

### 積雪
中央高地全年不易受到季風影響，除了豪雪地帶的山梨縣南阿爾卑斯市（舊蘆安村）、早川町、長野縣飯田市（舊南信濃村）以外，其他地區降雪量較少。山梨縣峽南（南巨摩郡等富士川流域南部）與長野縣木曾南部、下伊那、東京都青梅市、八王子市、神奈川縣相模原市等同時具有太平洋側氣候特色。

## 區域
- 中央高地（但在地形等影響也有屬於其他氣候的區域存在，中央高地以外的區域也可能被列為中央高地式氣候。）

## 氣候資料

### 中央高地式氣候顯著區域
除了滯留鋒通過的季節（6、7、9月）以外，降雨量少，平均濕度穩定。夏季的月雨量呈現6-7月與9月的雙峰分布。長野冬季降雨較多，冬季濕度較高，可以被視為同時具有日本海側氣候特色的區域，但大致上仍以中央高地氣候為主。
|      | 標高   | 最多月      | 最少月      | 年雨量    | 8月降雨量 | 12月降雨量 | 平均相對濕度 （最低） | 平均相對濕度 （最高） |
| ---- | ------ | ----------- | ----------- | --------- | --------- | ---------- | --------------------- | --------------------- |
| 長野 | 418.2m | 11.2（7月） | 6.8（11月） | 901.2mm   | 95.0mm    | 38.2mm     | 62%（4月）            | 78%（1・12月）        |
| 松本 | 610m   | 11.6（7月） | 3.7（12月） | 1,018.5mm | 95.8mm    | 23.3mm     | 60%（4月）            | 76%（9月）            |
| 諏訪 | 760.1m | 13.5（7月） | 4.7（1月）  | 1,307.0mm | 129.6mm   | 33.8mm     | 65%（4月）            | 79%（9月）            |

### 太平洋側氣候顯著區域
稍微受到季風影響（冬季乾燥、夏季潮濕）的區域。
|        | 標高   | 最多月         | 最少月      | 年雨量    | 8月降雨量 | 12月降雨量 | 平均相對濕度 （最低） | 平均相對濕度 （最高） |
| ------ | ------ | -------------- | ----------- | --------- | --------- | ---------- | --------------------- | --------------------- |
| 甲府   | 272.8m | 11.1（6・7月） | 2.9（12月） | 1,109.7mm | 145.6mm   | 23.5mm     | 55%（2月）            | 75%（7・9月）         |
| 輕井澤 | 999.1m | 13.9（7月）    | 3.8（12月） | 1,197.6mm | 162.1mm   | 20.8mm     | 70%（4月）            | 88%（9月）            |